# Keysseria pickeringii
Keysseria pickeringii là một loài thực vật có hoa trong họ Cúc. Loài này được (A.Gray) Cabrera mô tả khoa học đầu tiên.